# Marco Malvaldi
 (juillet 2024).
Si vous disposez d'ouvrages ou d'articles de référence ou si vous connaissez des sites web de qualité traitant du thème abordé ici, merci de compléter l'article en donnant les références utiles à sa vérifiabilité et en les liant à la section « Notes et références ».
Marco Malvaldi, né le 27 janvier 1974 à Pise, en Italie, est un écrivain italien de roman policier.

## Biographie
Après des études supérieures en chimie et en musique, Marco Malvaldi occupe pendant dix ans un poste de chimiste à l'Université de Pise. Intéressé par la musique baroque, il tente en parallèle de mener une carrière de chanteur professionnel qui tourne court.
En 2007, pendant qu'il met la dernière main à sa thèse de doctorat en chimie, il se lance dans l'écriture d'un roman policier, La Briscola à cinq (La briscola in cinque), premier titre d'une série humoristique consacrée aux enquêtes de Massimo, le barista du BarLume (littéralement : lueur (d'espoir). Il s'agit d'un jeu de mots avec bar) de la station balnéaire fictive de Pineta, près de Livourne, sur la côte de Toscane. La série se poursuit avec Un tour de passe-passe (Il gioco delle tre carte, 2008) et Il re dei giochi (2010) pour former une trilogie. Le succès rencontré pousse toutefois l'écrivain à poursuivre dans de nouveaux romans et nouvelles les investigations de Massimo, de nouveau entouré de sa jolie assistante Tiziana, du têtu et ridicule inspecteur Fusco, ainsi que des quatre petits vieux, propriétaires du Bar Lume, qui passent leur temps à jouer aux cartes et à discuter en dialecte toscan d'énigmes criminelles : Aldo, Rimediotti, Del Tacca et Ampelio, le grand-père de Massimo. Ce cycle policier a donné lieu en 2013 à une série télévisée italienne, I delitti del BarLume, où Massimo est incarné par l'acteur Filippo Timi et le personnage de l'inspecteur devient l'inspectrice Vittoria Fusco.
En 2011, avec Le Mystère de Roccapendente (Odore di chiuso), Marco Malvaldi aborde le roman policier historique en imaginant une enquête menée en juin 1895 par le grand gastronome de Romagne Pellegrino Artusi, alors invité au château du Baron de Roccapendente. Le roman vaut à son auteur deux distinctions : le prix Castiglioncello et le Premio letterario La Tore Isola d'Elba.
Marco Malvaldi est également un auteur de livres sur la divulgation scientifique. Son travail, Les deux têtes du tyran. Méthodes mathématiques pour la liberté (2017) a remporté la troisième édition du prix Asimov (2018)
Marco Malvaldi vit à Vecchiano, avec sa femme et leur fils.

## Œuvre

### Romans

#### SérieMassimo, barista du BarLume
- La briscola in cinque (2007) Publié en français sous le titre La Briscola à cinq, traduit par Nathalie Bauer, Paris, Paris, 10/18 coll. « Grands Détectives » no 4866, 2014  (ISBN 978-2-264-06185-0)
- Il gioco delle tre carte (2008) Publié en français sous le titre Un tour de passe-passe, traduit par Nathalie Bauer, Paris, Paris, 10/18 coll. « Grands Détectives » no 4939, 2015  (ISBN 978-2-264-06398-4)
- Il re dei giochi (2010)
- La carta più alta (2012)
- Il telefono senza fili (2014)
- La battaglia navale (2016)
- A bocce ferme (2018)
- Bolle di sapone (2021)
- La morra cinese (2023)
- Piomba libera tutti (2025)

#### Autres romans
- Odore di chiuso (2011) Publié en français sous le titre Le Mystère de Roccapendente, traduit par Lise Chapuis, Paris, Éditions Christian Bourgois, 2012  (ISBN 978-2-267-02359-6) ; réédition, Paris, 10/18 coll. « Grands Détectives » no 4687, 2013  (ISBN 9782-264-05942-0)
- Milioni di milioni (2012)
- Argento vivo (2013)
- Buchi nella sabbia (2015)
- Negli occhi di chi guarda (2017)
- La misura dell’uomo (2018) Publié en français sous le titre Le cheval des Sforza, traduit par Nathalie Bauer, Paris, Éditions du Seuil, 2019  (ISBN 978-2-021-42178-1)
- Vento in scatola (2019), en collaboration avec Glay Ghammouri
- Il borghese Pellegrino (2020)
- Chi si ferma è perduto (2022), en collaboration avec Samantha Bruzzone
- Oscura e Celeste (2023) Publié en français sous le titre Obscure et Céleste, traduit par Nathalie Bauer, Paris, Éditions du Seuil, 2025  (ISBN 978-2-021-55274-4)
- La regina dei sentieri (2024), en collaboration avec Samantha Bruzzone

### Recueils de nouvelles
- Sei casi al BarLume (2016)

### Nouvelles

#### SérieBarLume
- L'esperienza fa la differenza (2011)
- Il capodanno del Cinghiale (2012)
- Azione e reazione (2013)
- La tombola dei troiai (2013)
- Costumi di tutto il mondo (2014)
- Aria di montagna (2014)
- Non si butta via nulla (2015)
- Fase di transizione (2015)
- Donne con le palle (2016)
- In crociera con il Cinghiale (2017)
- Voi, quella notte, voi c’eravate (2017)
- L'uomo vestito di arancione (2018)
- Qualcuno alla finestra (2019)
- Giovedì gnocchi (2021)
- Un regalo che solo io posso farti (2022)
- Concorrenza sleale (2023)

#### Autres nouvelles
- Cose che non puoi capire (2011)

### Essais
- Sol levante e pioggia battente (2011)
- Scacco alla Torre (2011), guide touristique de Pise
- La pillola del giorno prima. Vaccini, epidemie, catastrofi, paure e verità (2012), en collaboration avec Roberto Vacca
- Tra foce e pineta. Volti, paesaggi e parole dal litorale pisano (2012), en collaboration avec Nicola Ughi e Cristina Barsantini
- La famiglia Tortilla (2014), guide gastronomique de Barcelone
- Capra e calcoli. L'eterna lotta tra gli algoritmi e il caos (2014), en collaboration avec Dino Leporini
- Le regole del gioco. Storie di sport e altre scienze inesatte (2015)
- Di cosa sono fatti i sogni (2016), en collaboration avec Marco Lodoli et Rosa Matteucci
- L'infinito tra parentesi. Storia sentimentale della scienza da Omero a Borges (2016)
- Le due teste del tiranno. Metodi matematici per la libertà (2017)
- L'architetto dell'invisibile ovvero come pensa un chimico. Scienza e idee (2017) Publié en français sous le titre L'Architecte de l'invisible. Comment la chimie façonne le monde, traduit par Sophie Lem, Paris, Albin Michel, 2025  (ISBN 978-2-226-43724-2)
- Per ridere aggiungere acqua. Piccolo saggio sull'umorismo e il linguaggio (2018)
- Caos, con Stefano Marmi (2019)
- La misura del virus. Dalla peste al Covid-19: antiche pandemie e difese nuove (2020), en collaboration avec Roberto Vacca
- La direzione del pensiero. Matematica e filosofia per distinguere cause e conseguenze (2020)
- Cultura e scienza, con Vito Mancuso e Guido Tonelli (2021)
- Il secondo principio (2021)
- Dodici. Un numero che mette d'accordo (2024)
- Rigore di testa. Storie di pallone, paradossi, algoritmi: il calcio e i numeri come non li avevate mai immaginati (2024), en collaboration avec Paolo Cintia

### Livres pour enfants
- Leonardo e la marea (2015), en collaboration avec Samantha Bruzzone
- Il Castello dalle Mille Botole. Favola per far restare svegli i bambini (2020)
- Chiusi fuori (2022), en collaboration avec Samantha Bruzzone Publié en français sous le titre Meurtre au restaurant, traduit par Claire Bertholet, Paris, Bayard Jeunesse, 2025  (ISBN 979-1-036-36148-7)
- La molla e il cellulare. Che differenza c'è tra una scoperta e un'invenzione? (2022), en collaboration avec Samantha Bruzzone
- Perché studiare chimica (non) è difficile (2023)
- Non c'è un cane (2024), en collaboration avec Samantha Bruzzone